# مايك هايلوود
مايك هايلوود (بالإنجليزية: Mike Hailwood)‏ مواليد 2 أبريل 1940 - الوفاة 23 مارس 1981، كان متسابق دراجات نارية بريطاني فاز ببطولة سباق الجائزة الكبرى للدراجات النارية و فاز بكأس جزيرة مان السياحية. نافس في سباقات بطولة العالم لفئة 500 سي سي ولفئة 350 سي سي ولفئة 250 سي سي ولفئة 125 سي سي ولفئة 50 سي سي. كما شارك في لو مان 24 ساعة وبطولة العالم للسيارات الرياضية.

## البطولات
- سباق الجائزة الكبرى للدراجات النارية 1961
- سباق الجائزة الكبرى للدراجات النارية 1966
- سباق الجائزة الكبرى للدراجات النارية 1967
- سباق الجائزة الكبرى للدراجات النارية 1962
- سباق الجائزة الكبرى للدراجات النارية 1963
- سباق الجائزة الكبرى للدراجات النارية 1964
- سباق الجائزة الكبرى للدراجات النارية 1965
- كأس جزيرة مان السياحية 1961
- كأس جزيرة مان السياحية 1979

## روابط خارجية
- مايك هايلوود على موقع Racing-Reference.info (الإنجليزية)